# Игры джентльменов
«Игры джентльменов» (англ. The Ladykillers — «Убийцы леди») — американская чёрная комедия режиссёров Джоэла и Итана Коэнов, ремейк одноимённого британского фильма 1955 года.

## Сюжет
Аферист-профессор собирает команду проходимцев для «ограбления века». У каждого вора своя специализация: подрывник, «крот», силач и, конечно же, проныра. Всё бы хорошо, но единственный путь проникнуть в казино с деньгами лежит через подвал дома набожной старушки. Замаскировавшись под ансамбль старинной музыки, банда начинает дело. Но умственные способности глубоко верующей женщины оказались недооценёнными.

## В ролях
| Актёр          | Роль                 |
| -------------- | -------------------- |
| Ирма П. Холл   | Марва Мансон         |
| Том Хэнкс      | профессор Г. Х. Дорр |
| Дж. К. Симмонс | Гарт Панкейк         |
| Марлон Уайанс  | Гевейн Мак Сэм       |
| Ци Ма          | генерал              |
| Райан Хёрст    | «Чурбан»             |

## Вокруг фильма
- На портрете у покойного мужа миссис Мансон постоянно изменяется выражение лица. Это является отсылкой к фильму «Странствия Салливана», послужившего основой ещё одного фильма Коэнов «О где же ты, брат».
- Слово «fuck» звучит в фильме 89 раз.
- Фильм является ремейком ленты Александра Маккендрика 1955 года (черной комедии с одноименным названием «The Ladykillers»)
- До съёмок Том Хэнкс не смотрел оригинальную картину 1955 года.
- Это первый фильм, в котором и Джоэл, и Итан Коэны выступили и режиссёрами, и продюсерами, ранее Джоэл был режиссёром, а Итан продюсером.
- За игру Ирмы Холл фильм получил приз жюри на Каннском кинофестивале[1].
- Фильм получил смешанные отзывы, набрав 55 % на Rotten Tomatoes[2].
- Фильм считается одним из самых слабых в фильмографии братьев, созданным якобы для того, чтобы вернуть форму к фильму «Старикам тут не место»[3].